# Boissy-Mauvoisin
Boissy-Mauvoisin település Franciaországban, Yvelines megyében. Lakosainak száma 638 fő (2022. január 1.). Boissy-Mauvoisin Bréval, Ménerville, Neauphlette és Perdreauville községekkel határos.

## Népesség
A település népességének változása:
| Lakosok száma | 621  | 618  | 620  | 614  | 619  | 623  | 625  | 632  | 638  |
|               | 2013 | 2015 | 2016 | 2017 | 2018 | 2019 | 2020 | 2021 | 2022 |